# 董綸
董綸（1428年—？），字誠之，直隸松江府上海縣人，明朝政治人物。進士出身。

## 生平
應天府鄉試第九十六名。天順八年（1464年）甲申科會試第二十名，殿試登進士第三甲第五十二名。

## 家族
曾祖董仲莊。祖父董思忠。父亲董以和。